# Marietta marchali
Marietta marchali är en stekelart som beskrevs av Mercet 1929. Marietta marchali ingår i släktet Marietta och familjen växtlussteklar. Inga underarter finns listade i Catalogue of Life.